# Acanthurus mata
Acanthurus mata  (лат.) — вид морских лучепёрых рыб из семейства хирурговых.  Питается зоопланктоном. Acanthurus mata проявляет дневную активность. Она ведет одиночный образ жизни на рифе, но может образовывать небольшие скопления в открытой воде.

## Описание

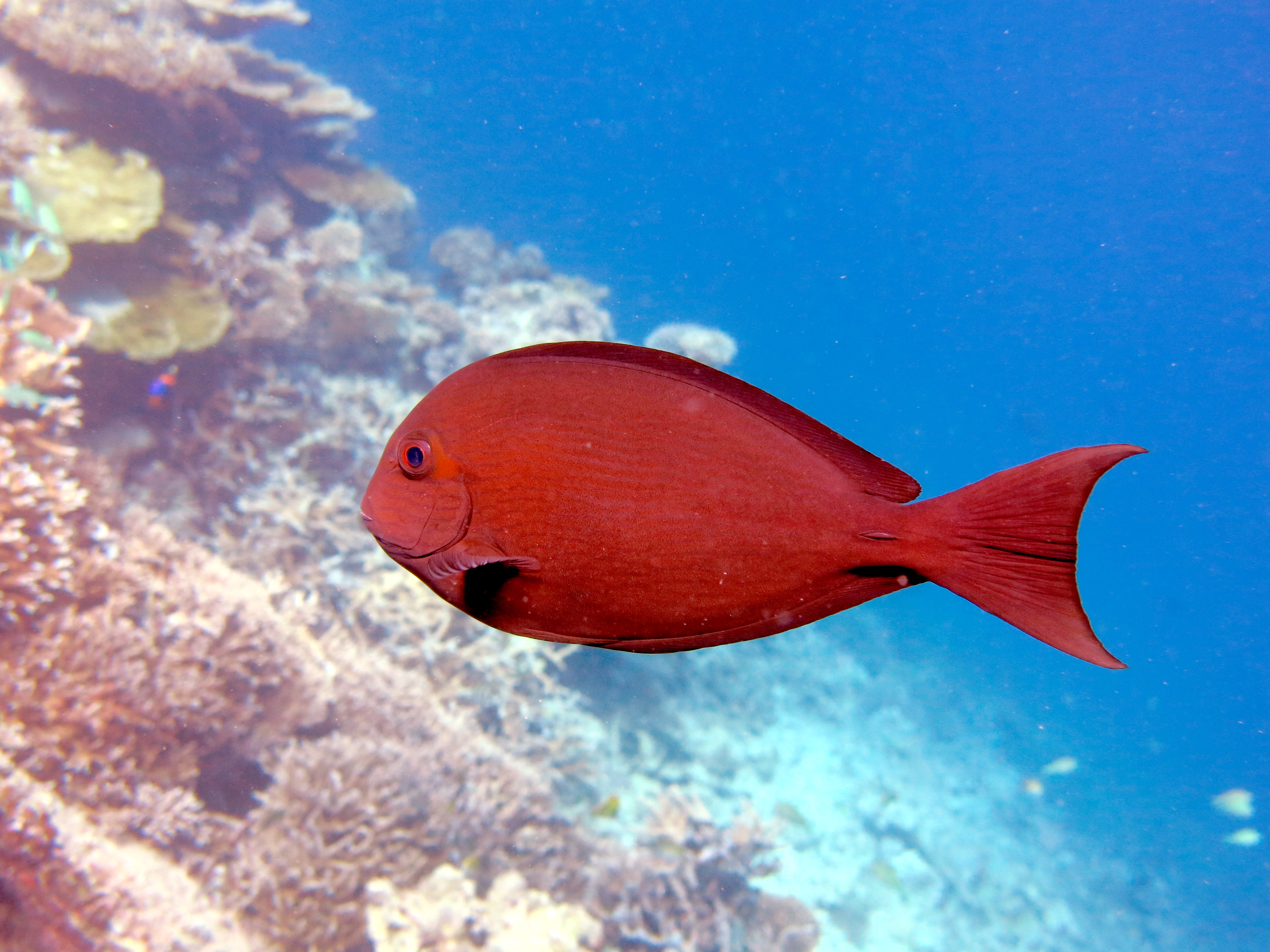

Это рыба среднего размера, которая может достигать 50 сантиметров в длину. Тело имеет овальную форму и сжато с боков. Хвостовой плавник имеет форму полумесяца. Рот маленький и заострённый. Тело испещрено горизонтальными голубоватыми линиями на коричневом фоне, хотя со временем оно способно менять цвет, становясь в целом серо-голубым. Продольная жёлтая полоса проходит поперёк глаза и разделяется на две линии. Верхняя губа также жёлтая. Спинной и анальный плавники голубоватые с жёлтым отблеском, основание последнего подчёркнуто тонкой чёрной линией. По бокам хвостового стебля расположены по одному ланцетовидному шипу, которые могут убираться в горизонтальную канавку.

## Распространение и места обитания
Эта рыба широко распространена в тропических водах, простирающихся от западной части Индийского океана до архипелагов в середине Тихого океана. Сообщается, что она обитает в Западной Австралии, на юге до залива Шарк. Неизвестно, встречается ли он на Гавайских островах, островах Питкэрн и Рапа. В 2021 году этот вид был зарегистрирован у Галапагосских островов в тропической восточной части Тихого океана. A. mata обычно обитает на крутых склонах вокруг коралловых рифов на глубине от 5 до 45 метров.